# On n'est pas couché
Pour l’émission diffusée en 1995, voir On n'est pas couché (TF1).
On n'est pas couché (parfois désigné par le sigle ONPC) est une émission française de débat télévisé diffusée du 16 septembre 2006 jusqu'au 4 juillet 2020 sur France 2, chaque samedi soir en deuxième partie de soirée vers 23 h, présentée par Laurent Ruquier et coproduite par Catherine Barma et Laurent Ruquier.

## Nom de l'émission
Laurent Ruquier explique lors de l'émission du samedi 22 novembre 2014 le sens du nom de l'émission à la suite du propos de son chroniqueur. Aymeric Caron défend une idée du journalisme à la suite de l'extrait d'un reportage d’Élise Lucet : « Elle incarne un pan des journalistes qui disent : non, les journalistes ne doivent pas être couchés, il est normal que l'on bouscule les gens ». Laurent Ruquier poursuit : « c'est pour ça que l'on a appelé cette émission ainsi. On n'est pas couché, c'est le sens premier de l'émission, après, on n'a gardé que le côté long de cette émission qui dure plus de trois heures à la diffusion en pensant évidemment que l'on n'allait pas au lit très tôt. C'est moi qui ai choisi le titre de cette émission avec le sens de On n'est pas couché devant les invités ».

## Caractéristiques

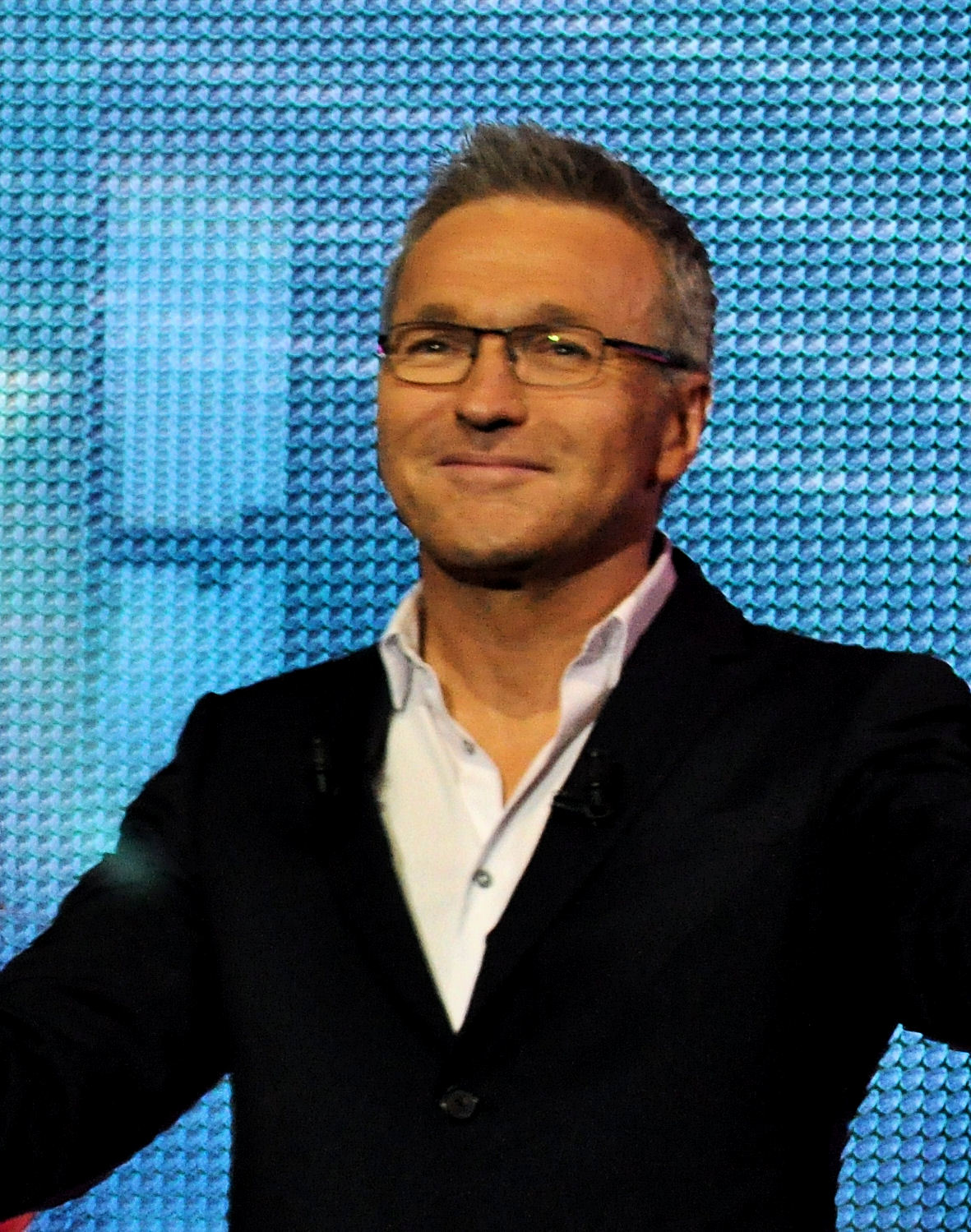
Laurent Ruquier, présentateur de l'émission.

Cette émission de talk-show et d'infodivertissement est diffusée pour la première fois le 16 septembre 2006. Elle est enregistrée le jeudi soir au Studio Gabriel depuis août 2014 et auparavant au Moulin-Rouge à Paris et dure environ trois à quatre heures ; c'est l'une des plus longues du PAF. La musique de générique et le thème récurrent diffusé dans l'émission est un extrait de In the Shadows du groupe finlandais The Rasmus.
Au début de l'émission, Laurent Ruquier présente de manière humoristique « ceux qui n'ont pas pu venir ce soir », c'est-à-dire des personnalités qui ne sont pas présentes sur le plateau mais qui ont été présentes dans l'actualité de la semaine. Lors de la saison 2012-2013, cette partie a été renommée Flop ten, mais conserve le même esprit. À partir de la saison 2016-2017, cette partie n'est plus nommée explicitement mais consiste toujours en une revue humoristique de l'actualité par l'animateur de l'émission.
Ensuite, un invité politique rejoint le plateau pour entamer un débat d'actualité ou présenter une œuvre personnelle (excepté durant les périodes de campagne électorale). Puis, chaque invité commente un dessin humoristique qu'il a choisi dans la presse de la semaine passée. Après cela, les invités passent chacun leur tour dans le fauteuil de l'interview pour être confronté aux chroniqueurs.
Elle fête sa 100e émission le samedi 11 avril 2009.
Les chroniqueurs, journalistes ou non, peuvent jouer un rôle de polémiste en appuyant les incohérences de l'interviewé selon leur appréciation personnelle. Ainsi, certains invités peuvent être interrogés et critiqués sur des sujets politiques et artistiques avec une forte hostilité. De nombreuses altercations ont eu lieu ; Jacques Attali, Bernard Tapie, Doc Gynéco, Michaël Youn, Muriel Robin et Christophe Hondelatte notamment ont quitté le plateau en pleine émission.
Le 18 avril 2020, Laurent Ruquier annonce la fin de l'émission pour le mois de juin suivant. La diffusion de cette émission se termine le 4 juillet 2020.

## Chroniqueurs
| Chroniqueurs         | Chroniqueurs         | Chroniqueurs          | Chroniqueurs         | Chroniqueurs         | Chroniqueurs         | Chroniqueurs         | Chroniqueurs         | Chroniqueurs         | Chroniqueurs          | Chroniqueurs          | Chroniqueurs          | Chroniqueurs          | Chroniqueurs          |
| Saison 1 (2006-2007) | Saison 2 (2007-2008) | Saison 3 (2008-2009)  | Saison 4 (2009-2010) | Saison 5 (2010-2011) | Saison 6 (2011-2012) | Saison 7 (2012-2013) | Saison 8 (2013-2014) | Saison 9 (2014-2015) | Saison 10 (2015-2016) | Saison 11 (2016-2017) | Saison 12 (2017-2018) | Saison 13 (2018-2019) | Saison 14 (2019-2020) |
| Principaux           | Principaux           | Principaux            | Principaux           | Principaux           | Principaux           | Principaux           | Principaux           | Principaux           | Principaux            | Principaux            | Principaux            | Principaux            | Principaux            |
| -------------------- | -------------------- | --------------------- | -------------------- | -------------------- | -------------------- | -------------------- | -------------------- | -------------------- | --------------------- | --------------------- | --------------------- | --------------------- | --------------------- |
| Éric Zemmour         | Éric Zemmour         | Éric Zemmour          | Éric Zemmour         | Éric Zemmour         | Natacha Polony       | Natacha Polony       | Natacha Polony       | Léa Salamé           | Léa Salamé            | Vanessa Burggraf      | Christine Angot       | Christine Angot       |                       |
| Michel Polac         | Éric Naulleau        | Éric Naulleau         | Éric Naulleau        | Éric Naulleau        | Audrey Pulvar        | Aymeric Caron        | Aymeric Caron        | Aymeric Caron        | Yann Moix             | Yann Moix             | Yann Moix             | Charles Consigny      |                       |
| Secondaires          |                      |                       |                      |                      |                      |                      |                      |                      |                       |                       |                       |                       |                       |
| Jonathan Lambert     | Jonathan Lambert     | Jonathan Lambert      | Jonathan Lambert     | Jonathan Lambert     | Arnaud Tsamere       | Jonathan Lambert     | Nicolas Bedos        | Nicolas Bedos        | Marc-Antoine Le Bret  | Fary                  | Claire Chazal         |                       |                       |
| Jean-Luc Lemoine     | Jean-Luc Lemoine     | Michaël Gregorio      |                      | Les Lascars gays     | Jérémy Ferrari       |                      | Donel Jack'sman      |                      | Bérengère Krief       |                       |                       |                       |                       |
| Florence Foresti     | Axelle Laffont       | Ghislaine Ottenheimer |                      | Edwy Plenel          | Florian Gazan        |                      |                      |                      |                       |                       |                       |                       |                       |
| Mustapha El Atrassi  | Christophe Alévêque  |                       |                      |                      |                      |                      |                      |                      |                       |                       |                       |                       |                       |

En juin 2019, Laurent Ruquier annonce pour la saison 14, qu'il « n'y aura pas de duo pour remplacer ou succéder à Christine Angot et Charles Consigny » et que « les journalistes, éditorialistes ou témoins de l'actualité qui seront présents sur le plateau seront différents chaque semaine »,.

## Audiences
| Saison | Date de diffusion                                     | Invités | Audience moyenne          | Audience moyenne | Réf.   |
| Saison | Date de diffusion                                     | Invités | Nombre de téléspectateurs | PDM              | Réf.   |
| ------ | ----------------------------------------------------- | --- | ------------------------- | ---------------- | ------ |
| 1      | 16 septembre 2006                                     | Ségolène Royal, Florence Foresti, Pierre Arditi, Jean-Luc Lemoine, Grand Corps Malade, Robert Combas, Jean-Claude Brisseau, Michèle Bernier, Jean-Louis Murat, Élisabeth Guigou, Christine Angot, Arno Klarsfeld, Laurence Piot, Charles Berling, Lise Bellynck                                                         | 1 680 000                 | 40,2 %           | [ 9 ]  |
| 4      | 9 janvier 2010                                        | Chantal Jouanno, Pierre Cassignard, Cristiana Reali, Nicolas Rey, Patrick Pelloux, Kamini | 2 700 000                 | %                |        |
| 6      | 18 février 2012                                       | Marine Le Pen, Marc Lièvremont, Véronique Genest, Gabou Bokobza, Izia | 2 300 000                 | 28,7 %           | [ 10 ] |
| 8      | 2 février 2014                                        | Jean-Luc Mélenchon, Ana Girardot, Niels Schneider, Alexandre Poulin, Philippe Besson | 2 000 000                 | 23,8 %           |        |
| 9      | 5 octobre 2014                                        | Daniel Cohn-Bendit, Camélia Jordana, Éric Zemmour, Michel Denisot, Xavier Dolan et Anne Dorval | 1 600 000                 | 28,5 %           | [ 11 ] |
| 10     | 14 novembre 2015 (émission spéciale On est solidaire) | Jean-Luc Mélenchon, Édouard Philippe, Jean-Christophe Lagarde, Razzy Hammadi, Catherine Frot, Youssoupha, Sylvie Testud, Arno Klarsfeld, Kheiron, Frédéric Beigbeder, Raphaël Glucksmann, Michèle Laroque, Gérard Jugnot, Michaël Fœssel, Michel Drucker, Gérard Miller, Charles Berling, Manu Payet et Vikash Dhorasoo | 3 240 000                 | 22,2 %           | [ 12 ] |
| 10     | 16 janvier 2016                                       | Manuel Valls, Jean d'Ormesson, Jérémy Ferrari, Gérard Darmon, Patrick Rambaud et Éva Husson | 2 100 000                 | 29,1 %           | [ 13 ] |
| 10     | 6 février 2016                                        | Christiane Taubira, Renaud Capuçon, Jean Imbert, Jain et Philippe Torreton | 1 990 000                 | 28 %             | [ 14 ] |
| 11     | 26 novembre 2016                                      | Gilles Legardinier, Patrick Bruel, Inès de La Fressange, Michel Drucker et Dany Saval | 1 520 000                 | 19,3 %           | [ 15 ] |
| 12     | 11 mai 2018                                           | Penélope Cruz, Javier Bardem, Firmine Richard, Pierre Deladonchamps, Vincent Cassel et Eddy de Pretto | 481 000                   | 9,4 %            | [ 16 ] |

Légende
Les plus hauts chiffres d'audience
Le plus bas chiffre d'audience

## Polémiques

### 2006-2011

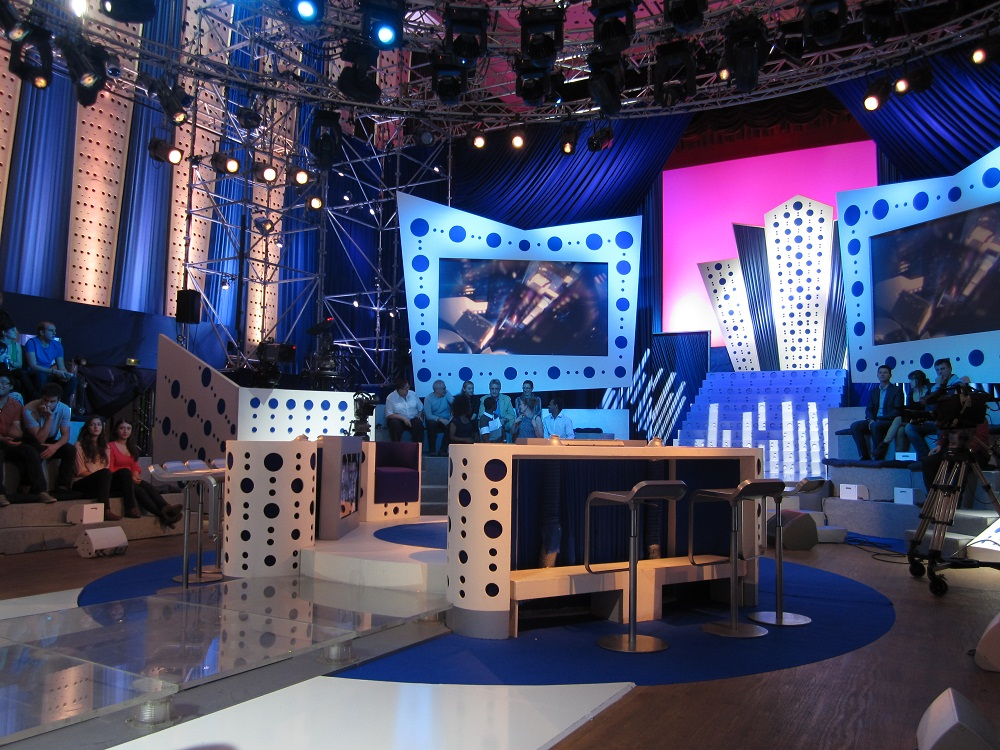
Plateau de tournage du débat télévisé en 2011.

L'émission est connue pour ses polémiques parfois très violentes. Les principaux invités ayant quitté le plateau se trouvent au cours de la première saison, lors de la participation de Michel Polac (Muriel Robin, Bernard Tapie et Doc Gynéco). D'autres polémiques ont eu lieu avec, entre autres, Annie Lemoine, Catherine Breillat, Cali, Harry Roselmack, Georges-Marc Benamou, Jacques Weber, Jacques Attali, Christophe Hondelatte, Daniela Lumbroso, Soan, Lady Gaga, Samuel Benchetrit, Bernard-Henri Lévy, Tristane Banon, Augustin Legrand, Yamina Benguigui, Jeannette Bougrab ou encore une querelle particulièrement violente avec Francis Lalanne.
Mais si ces polémiques font la réputation de l'émission, la grande majorité des interviews se passent bien. Certains affrontements se sont déroulés avec plusieurs protagonistes comme Isabelle Mergault et Daniel Auteuil venus parler de leur film Donnant-donnant, ou encore une polémique avec Patrick Sébastien et un homme du public, à laquelle se sont mêlés Audrey Pulvar (pas encore chroniqueuse), Éric Zemmour et Guy Béart.
Ces polémiques ont contribué à la réputation d'Éric Zemmour et d'Éric Naulleau.
Le 6 novembre 2010, Michel Drucker et Laurent Ruquier ont révélé leur opposition à l'idée d'inviter Marine Le Pen dans l'une de leurs émissions. Michel Drucker a déclaré qu'il choisissait librement ses invités, tandis que Laurent Ruquier a indiqué qu'il se posait la question, mais qu'il refusait d'accueillir la présidente du Front national pour l'instant. À la suite de la condamnation judiciaire d'Éric Zemmour pour provocation à la discrimination raciale, le président de SOS Racisme Dominique Sopo a demandé à France Télévisions de sanctionner le chroniqueur d'On n'est pas couché.
La production de l'émission a annoncé en mai 2011 aux deux chroniqueurs Éric Naulleau et Éric Zemmour qu'ils ne participeront pas à la saison 2011-2012 de l'émission, une décision que Laurent Ruquier explique par un besoin de renouvellement.
L'association française Acrimed (Action critique Médias) a consacré plusieurs articles de critique des médias concernant des parties de cette émission.

### 2012: Marc Silberstein
En 2012, l'introduction d'un article de Marc Silberstein publié dans Le Monde libertaire compile de nombreux reproches : « On n’est pas couché, sur France 2, déversoir de toutes les rengaines pseudo-intellectuelles du moment, dérisoire cénacle composé de propagandistes de cour ou d’histrions épatant la galerie, de journaleux dégoulinants de morgue, de savants factices, voire frauduleux, d’essayistes à la mode, de politicards en mission, ou de punching-balls offerts aux ego carnassiers de ceux qui ont le pouvoir de dire ce qui est bien et ce qui est mal (en politique, en littérature, en musique, en sciences, en économie, en droit du travail, que sais-je encore) ».

### 2014
En 2014, la participation, en tant qu'invité cette fois, d'Éric Zemmour, venu promouvoir son livre Le Suicide français, crée une polémique dans les médias, notamment liée à ses propos sur la période de l'Occupation.
En 2014, Patrick Sabatier est invité pour faire la promotion de son livre 60 ans et alors ?. Aymeric Caron lui demande pourquoi il n'a pas pensé à interroger à ce sujet l'animatrice Soizic Corne avec laquelle il animait Les Visiteurs du mercredi de 1976 à 1980. Celui-ci lui répond : « Elle n'est pas disponible ». Laurent Ruquier croit comprendre qu'elle est décédée et le dit à Aymeric Caron qui s'étonne de cette information, ne l'ayant lue nulle part. Il demande à vérifier. Mais Laurent Ruquier lui répond qu'il n'est pas la peine d'insister,. À la suite de la diffusion de cette séquence, le frère de Soizic Corne s'indigne de cette attitude et le fait savoir à Laurent Ruquier. Il précise que Soizic Corne n'est pas morte, mais qu'elle est « dans une situation dramatique au niveau de sa santé, très difficile, et de son moral ». La semaine suivante, Laurent Ruquier se place en numéro un du Flop Ten pour s'excuser.
Toujours en 2014, Laurent Ruquier crée la polémique en comparant les terroristes corses aux djihadistes. Un émoi de plusieurs Corses a lieu, notamment sur les réseaux sociaux. Malgré la controverse, Laurent Ruquier ne présente pas d'excuses.

### 2015
En 2015, la polémique de Nadine Morano sur ses propos tenus sur la « race blanche » lors de son passage à l'émission le 26 septembre, lui a valu le retrait de son investiture aux élections régionales le 7 octobre par la commission nationale d'investiture (CNI).
Dans l'émission diffusée le 9 mai 2015, Laurent Ruquier indique qu'il ne recevra « plus jamais » Caroline Fourest pour « mensonge » après un affrontement entre celle-ci et le chroniqueur Aymeric Caron dans l'émission du 2 mai. Il s'agit d'un procès que Rabia Bentot intentait contre Caroline Fourest et que cette dernière affirmait avoir gagné en appel alors qu'en réalité, Rabia Bentot avait abandonné les poursuites en laissant filer le délai de prescription, ce qui a été confirmé par la cour d'appel de Paris le 1er septembre 2016. Caroline Fourest a plaidé une « imprécision » et s'en est violemment pris à ses « procureurs Ruquier et Caron » de l'avoir « calomniée » tandis qu'Aymeric Caron continue d'affirmer que Caroline Fourest a menti. Lors de sa chronique humoristique du 27 juin 2015, Nicolas Bedos diffuse une vidéo où il met en scène Caroline Fourest et le personnage d'Aymeric Caron joué par lui-même, qui fait « rentrer par la fenêtre la journaliste qui avait été poussée à la porte ».

### 2017

#### Campagne présidentielle
Lors de la campagne d'avant-premier tour de l'élection présidentielle française de 2017, l'émission accueille les candidats ou leurs représentants avec un temps de parole imposé par le conseil supérieur de l'audiovisuel. Certains organes de presse ont dénoncé un « malaise » ou un « mépris » à l'égard des « petits candidats », notamment avec Philippe Poutou, Jean Lassalle ainsi qu'avec Florian Philippot (alors porte-parole de la « grande » candidate Marine Le Pen) notamment lors de l'émission diffusée le 1er avril 2017. Philippe Poutou a d'ailleurs fait une parodie de son passage dans l'émission avec son clip de campagne. Le présentateur Laurent Ruquier en a conclu dans l'émission suivante que « Philippe Poutou nous a quand même bien baisés » tandis que le chroniqueur Yann Moix a déclaré faire amende honorable envers certains candidats et d'arrêter d'être « un peu hautain vis-à-vis d'eux. ».

#### CSA
En décembre 2017, ONPC est mis en demeure par le CSA pour son traitement d'une invitée (la femme politique EELV Sandrine Rousseau) venue faire la promotion de son livre Parler témoignant d'une agression sexuelle dont elle a été victime par Denis Baupin. Le CSA met en cause l'attitude des chroniqueurs et le choix du montage qui a coupé l'emportement et la sortie de plateau de la chroniqueuse Christine Angot mais conservé l'émotion consécutive de l'invitée Sandrine Rousseau.

### 2019
Lors de l'émission du 1er juin 2019, Christine Angot choque par ses propos et comparaisons sur la Shoah et l'esclavage, affirmant ainsi que « le but avec les Juifs pendant la guerre, cela a bien été de les exterminer  », alors que « avec l'esclavage des Noirs […] L'idée c'était au contraire qu'ils soient en pleine forme, qu'ils soient en bonne santé, pour pouvoir les vendre et qu'ils soient commercialisables  »,.
Ces propos font alors polémique, si bien qu'elle est contrainte de s'excuser sur le plateau de l'émission la semaine suivante, indiquant ne pas avoir « su trouver les mots », qu'elle avait « voulu rapprocher les deux crimes contre l’humanité que ce sont l'esclavage et la Shoah tout en prenant soin de spécifier la différence fondamentale de méthode dans la déshumanisation ».
Lors du passage de l’écrivain Yann Moix dans On n’est pas couché le 31 août 2019, celui-ci déclare que son frère est proche de l'extrême-droite. Jugeant ces propos diffamatoires, l'avocat du frère de Yann Moix, spécialiste du droit de la presse, demande un droit de réponse à insérer durant la diffusion du prochain numéro de l'émission. Lié au refus de la société de production de l'émission, il se réserve le droit de poursuivre France Télévisions dont « […] Delphine Ernotte, qui est juridiquement responsable, pour non-insertion de droit de réponse. C’est un délit pénal ». Lors de l'émission du 14 septembre 2019, Laurent Ruquier dicte le droit de réponse d'Alexandre Moix et justifie les deux semaines de décalages liées aux vérifications internes du service juridique de France Télévisions.

## Compilation
En période de vacances, France 2 diffuse On n'est pas couché - Les plus belles nuits, une compilation des meilleurs moments des saisons précédentes.

## Arrêt de l’émission
Laurent Ruquier annonce lors d'une interview au journal Le Parisien la fin de l'émission en juin 2020. Elle est remplacée en septembre par On est en direct.